# Igor Sartori
Igor Sartori (født 8. januar 1993) er en brasiliansk fodboldspiller.